# Connie Sellecca
Concetta Sellecchia, conocida artísticamente como Connie Sellecca (Nueva York, EE. UU., 25 de mayo de 1955), es una actriz estadounidense.

## Biografía
Nacida en el barrio neoyorquino del Bronx, y de ascendencia italiana, a la edad de 12 años se traslada a vivir a la ciudad de Pomona, en el Estado de Nueva York. Cursa estudios en las Escuelas de Bachillerato de Pomona y Ramapo. En esta última comienza a interesarse por la interpretación y abandona sus estudios antes de graduarse para iniciar su carrera artística.
Su trayectoria profesional se ha centrado casi en exclusiva en televisión, medio en el que debutó en 1978 con la película The Bermuda Depths. Ese mismo año, tiene la oportunidad de protagonizar su primera serie, que llevaba el título de Azafatas del aire y que duró sólo una temporada.
En 1981 obtiene el papel de la abogada Pam Davidson, novia de Ralph Hinkley (William Katt), en la popular serie El gran héroe americano (1981-1983).
Su momento de mayor popularidad como estrella de la televisión coincide con la emisión del soap-opera Hotel (1983-1988), en la que dio vida a la gerente Christine Francis, principal papel femenino de la serie y contrapunto del protagonista James Brolin.
Antes de protagonizar su siguiente serie tres años más tarde, realiza cinco películas: "La hermandad de la rosa" (Brotherhood of the Rose, 1989) dándole vida a Erika Bernstein, junto a Robert Mitchum y Peter Strauss, "Regresar al pasado" (Turn Back the Clock, 1989), "Vuelo 243" (Miracle Landing, 1990), "Crimen de élite" (People like us, 1990) y "Mulberry Street" (1990).
Al año siguiente protagonizó los trece capítulos de la serie estadounidense P.S.I. Luv U (traducida en España como "Contacto en California") con el papel de Wanda Tallbert, una estafadora reconvertida en Dani Powell con el programa de protección de testigos tras su colaboración con la policía en una misión secreta contra una organización criminal. Ya como Dani Powell ingresa en una agencia de investigación privada propiedad de la única persona que conoce su identidad secreta. La serie estuvo al aire entre los años 1991 y 1992.
Entre 1993 y 1994 la actriz protagoniza los seis capítulos de la serie "Segundas oportunidades" (Second chances) para la cadena CBS.
Tras la cancelación de la serie en febrero de 1994, la celebridad de la actriz fue declinando progresivamente, aunque ha seguido manteniendo su presencia en la pequeña pantalla, sobre todo en largometrajes estrenados directamente en televisión.